# V480 Андромеды
V480 Андромеды (лат. V480 Andromedae) — двойная затменная переменная звезда типа W Большой Медведицы (EW) в созвездии Андромеды на расстоянии приблизительно 3418 световых лет (около 1048 парсеков) от Солнца. Видимая звёздная величина звезды — от +13,05m до +12,75m. Орбитальный период — около 0,51 суток (12,241 часов).

## Характеристики
Первый компонент — жёлто-белая звезда спектрального класса F. Радиус — около 1,83 солнечного, светимость — около 7,969 солнечных. Эффективная температура — около 7170 K.
Второй компонент — жёлто-белая звезда спектрального класса F.